# Broadway Festival
Het Broadway Festival is een theaterfestival dat om de twee jaar gehouden wordt in de Nederlandse plaats Den Hoorn op het eiland Texel. Het festival wordt georganiseerd door de eigenaren van theater-restaurant De Toegift. De eerste editie vond plaats in 1998, ter gelegenheid van het tienjarig bestaan van Klif 12, de voorganger van De Toegift.
Gedurende drie avonden tijdens het Pinksterweekeinde vinden er voorstellingen plaats in De Toegift en op circa 25 losse locaties. Het gaat hierbij om woonkamers, schuren en stallen die door de bewoners ter beschikking zijn gesteld. De artiesten geven op een avond vier optredens van een half uur. Na afloop van elke avond is er een nachtfeest.
Op het festival waren optredens van onder andere Katinka Polderman, Mylou Frencken, Pieter Derks en Kiki Schippers te zien.
In 2024 trok het festival 1100 bezoekers per avond. Ook was er in 2024 een speciale versie van de podcast Elektra Podcast, gemaakt door cabaretiers Wouter Monden en Edo Berger, genaamd De texel tapes. 